# 463 (szám)
A 463 (római számmal: CDLXIII) egy természetes szám, prímszám.

## 463 a matematikában
A tízes számrendszerbeli 463-as a kettes számrendszerben 111001111, a nyolcas számrendszerben 717, a tizenhatos számrendszerben 1CF alakban írható fel.
A 463 páratlan szám, prímszám. Pillai-prím. Normálalakban a 4,63 · 102 szorzattal írható fel.
Középpontos hétszögszám.
A 463 négyzete 214 369, köbe 99 252 847, négyzetgyöke 21,51743, köbgyöke 7,73619, reciproka 0,0021598. A 463 egység sugarú kör kerülete 2909,11480 egység, területe 673 460,07556 területegység; a 463 egység sugarú gömb térfogata 415 749 353,3 térfogategység.
A 463 helyen az Euler-függvény helyettesítési értéke 462, a Möbius-függvényé −1.